# Лидзбарски окръг
Лидзбарски окръг (на полски: Powiat lidzbarski) е окръг в Североизточна Полша, Варминско-Мазурско войводство. Заема площ от 925,0 км2. Административен център е град Лидзбарк Вармински.

## География
Окръгът се намира в историческата област Вармия. Разположен е в северната част на войводството.

## Население
Населението на окръга възлиза на 43 088 души (2012 г.). Гъстотата е 46,79 души/км2.

## Административно деление
Административно окръгът е разделен на 4 общини.
Градска община:
- Лидзбарк Вармински

Градско-селска община:
- Община Орнета

Селски общини:
- Община Кивити
- Община Лидзбарк Вармински
- Община Любомино

## Галерия
- Лидзбарк Вармински
- Орнета